# Zygnematophyceae
Classe
Synonymes
- Conjugatophyceae Engler (préféré par BioLib)[2]
- Zygnemophyceae Zygnematophyceae van den Hoek & al., 1995 (préféré par NCBI)[3]

Les Zygnematophyceae ou Zygnématophycées (autrefois : Zygophyceae ou Zygophycées), appelées encore Conjugatophyceae (Conjugatophycées ou Conjuguées) sont une classe d'algues vertes de l'infra-règne des Streptophyta.
Elles se distinguent des autres algues vertes par deux caractères : d'une part l'absence de toute cellule nageuse flagellée, et d'autre part, la reproduction sexuée par conjugaison (d'où leur nom) d'isogamètes amiboïdes. Les cellules, toujours uninucléées, sont haploïdes (excepté le zygote). Elles peuvent être solitaires ou réunies en filaments non ramifiés.
Les Zygnematophyceae sont divisées en trois ordres regroupés dans deux sous-classes : l’ordre des Spirogloeales dans la sous-classe des Spirogloeophycidae, et les ordres des Zygnematales et des Desmidiales dans la sous-classe des Zygnematophycidae. Les Desmidiales se distinguent par leurs cellules partagées en deux parties symétriques (les hémisomates) par rapport au noyau, la membrane cellulosique comportant de ce fait une suture ou sillon.

## Liste des ordres et sous-classes
Selon AlgaeBase (24 avril 2020) et NCBI (24 avril 2020) :
- sous-classe des Spirogloeophycidae Melkonian, Gontcharov & Marin, 2019
  - ordre des Spirogloeales Melkonian, Gontcharov & Marin, 2019
- sous-classe des Zygnematophycidae Melkonian, Gontcharov & Marin, 2019
  - ordre des Desmidiales Bessey
  - ordre des Zygnematales

Selon BioLib (24 avril 2020), ITIS (24 avril 2020) et World Register of Marine Species (24 avril 2020) :
- ordre des Desmidiales C.E.Bessey, 1907
- ordre des Zygnematales